# Kanonikát královský
Kanonikát královský, (lat. regius) je historická právní figura vážící se ke katedrální kapitule sv. Štěpána v Litoměřicích. Jeho založení se shoduje s datem založení litoměřické kolegiátní kapituly v roce 1057 zakládací listinou knížete Spytihněva II., který se sice snažil získat královský titul pro svou osobu, ale nepodařilo se mu to. Instituce, které Spytihněv II. založil, tedy dostávaly přívlastek regius až později.

## Historie
Název regius kanonikát dostal zřejmě až v době Karla IV., dříve se o něm píše jako o zbožné fundaci, kterou podpořil donátor, který tak činil ve prospěch spásy své duše, jak to bylo tehdy obvyklé viz Břetislavova statuta z roku 1039. Definitivně se tento název kanonikátu ustálil však až v pobělohorské době.
V hierarchii kapituly bývá považován kanonikát regius za první kanonikát po kapitulních dignitách proboštovi a děkanovi.
Kanonikát je v litoměřické kapitule v kontinuitě téměř tisíc let postupně obsazován významnými kněžími působícími v litoměřické diecézi. Držitel kanonikátu se nazývá kanovník královský. Jako sídelnímu kanovníku vlastním právem držiteli kanonikátu přísluší insignia.

## Přehled kanovníků držitelů kanonikátu královského

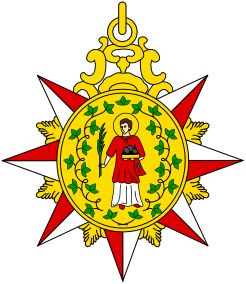
Signum kanovníků litoměřické kapituly

- 1643-1647 Sigismund Greff von Greffenber
- 1647-1676 Daniel František Jaret
- ?-3.7.1688 Matěj Josef Reichel (pohřben v kryptě u oltáře sv. Štěpána v litoměřické katedrále)[3]
- 1740-1768 Josef Bernard Hiserle
- 1802-1824 Antonín Hirnle
- 1825-1857 Václav Kára (původně mladoboleslavský děkan, český obrozenec 19. století)
- Josef Weißkopf (kanovníkem královským od 7. září 1941, v květnu 1946 odsunut do Německa, † 1972)
- Jaroslav Dostálek (kanovníkem královským od 28. listopadu 1972 do 25. července 1996, kdy zemřel)
- Karel Havelka (kanovníkem královským od 1. září 1998)